# Чулковы
Чулковы (Чюлковы) — княжеский и несколько древних дворянских родов.
I. Чулковы — княжеский род, Рюриковичи, ветвь Ушатых происходят от Ярославских князей.
II. Существует более пяти дворянских родов этого имени, из которых два внесены в Гербовник:
1. Потомство «германского выходца» Ратши (XII в.). Родоначальником был потомок Ратши в X колене Василий Тимофеевич Чулок Остеев У Василия Тимофеевича было три сына: Иван Чобот Чулков, Андрей Чулков (названый ПВ Долгоруковым Александром) и Фёдор Еська. Иван Васильевич Чобот Чулков стал основателем рода Чоботовых. А Андрей Васильевич Чулков предком Чулковых. Один из внуков Андрея Дмитрий Иванович, был убит в 1552 году при взятии Казани. Род был внесён в Бархатную книгу[1]. При подаче документов (01 февраля 1686) для внесения рода в Бархатную книгу, была предоставлена Исаем Чулковым родословная роспись, Палате родословных дел дано указание взять сведения у родов происходящих от Ратши о происхождении Чулковых (10 июня 1687), предоставлены выписки из старого родословца, выписка из родословия их однородцев Бутурлиных[2]. В гербовник не внесён.
2. Потомство от выехавшего из Литвы к великому князю Василию Дмитриевичу и потом перешедшего на службу к великому князю Олегу Рязанскому Семёна Фёдоровича Ковылы-Кислого, праправнук которого, Григорий Иванович получил прозвище Чулок, а от него и сыновья Григория Ивановича стали именоваться Чулковыми. Один и них Даниил Григорьевич был письменный головой, стал основатель и первым воеводой Тобольска (1590). Этот род записан в VI часть родословных книг Калужской, Тульской и Тамбовской губерний (Герб. Часть VII. № 62). Являются однородцами Сунбуловых и Ивашкиных. При подаче документов для внесения этого рода в Бархатную книгу, была предоставлена родословная роспись Чулковых и две указные грамоты (1619 и 1620)[2]. Потомство Данилы Даниловича Чулкова, из сыновей которого Филипп Данилович был тульским городовым дворянином (1627) (в гербовник не внесены) у Бобринского отнесено к отдельному роду.
3. Потомство московского дворянина, жалованного поместьями за «московское осадное сиденье» (1619) — Ивана Васильевича Чулкова; записан в VI часть родословной книги губерний Московской[3], Тамбовской и Тульской (Герб. Часть XII. № 55).
4. Потомство Ивана Чулкова, из сыновей которого Василий Иванович был кавалером ордена Святого Александра Невского (1756). (в гербовник не внесён)
5. Потомство Петра Чулкова

## Княжеский род Чулковы-Ушатые
Княжеский род Чулковых был ветвью Ушатых, которые являлись потомками Ярославских князей.
Два сына князя Василия Федоровича Ушатого (XVIII колено от Рюрика) носили прозвище Чулок: Юрий Васильевич Чулок Ушатый и Василий Васильевич Чулок Ушатый. Юрий Васильевич (умер 1535) известный не только под прозвищем Чулок, но и под прозвищем Большой был воеводой в полках и нескольких городах. Сын Юрия Даниил был обвинён в том, что участвовал в заговоре  Ивана Петровича Фёдорова-Челяднина и в 1568 году казнён Брат Юрия — Василий Васильевич (умер в 1549 году) являлся воеводой, а в 1544 году стал боярином при Иване Грозном. У него было два сына Иван и Даниил. Оба брата в 1565 году были отправлены в казанскую ссылку. Даниил Васильевич в 1566 году после окончания ссылки был назначен пятым казанским воеводой. Внук Ивана Васильевича — Юрий Петрович в 1588/1589 году был стряпчим позже стал стольником, в 1603 году был воеводой в Шацке, в 1613 - 1614 воеводой в Казани. После его смерти княжеский род пресёкся.

### Представители
- Юрий Васильевич Чулок Ушатый (-1535) воевода
  - Даниил Юрьевич Чулков Ушатый (-1568) чернец[11]
    - Фёдор Чулков Ушатый

  - Иван Юрьевич Чулков Ушатый[12]
- Василий Васильевич Чулок Ушатый (ум. 1549) — князь, боярин и воевода
  - Иван Васильевич Чулков Ушатый[13]
    - Иван Иванович Чулков Ушатый
    - Пётр Иванович Чулков Ушатый
      - Юрий Петрович Чулков Ушатый - в 1603 году воевода в Шацке, в 1613 - 1614 воевода в Казани.

  - Даниил Васильевич Чулков Ушатый[14] - пятый казанский воевода в 1566
    - Дмитрий Данилович

## Первый дворянский род — потомки Ратши
Потомство «германского выходца» Ратши (XII в.). Родоначальником был потомок Ратши в X колене Василий Тимофеевич Чулок Остеев У Василия Тимофеевича было три сына: Иван Чобот Чулков, Андрей Чулков (названый ПВ Долгоруковым Александром) и Фёдор Еська. Иван Васильевич Чобот Чулков стал основателем рода Чоботовых. Вероятно поэтому Энциклопедический словарь Брокгауза и Ефрона, А. Б. Лобанов-Ростовский род Чулковых вели от Андрея Васильевича Чулкова. Андрей имел двух сыновей Алексея и Ивана. Один из внуков Андрея Васильевича — Дмитрий Иванович Чулков, был убит при взятии Казани в 1552 году. Брат Дмитрия Иван Иванович Чулков служил воеводой в разных городах. А от других братьев Дмитрия и Ивана — Никиты Ивановича Большого и Никиты Ивановича Меньшого происходили две ветви этого рода. Внук Никиты Ивановича Большого — Игнат Давыдович был убит во время Смуты. Его племянник Исай Дмитриевич Чулков подал документы (01 февраля 1686) для внесения рода в Бархатную книгу. Исаем Чулковым была предоставлена родословная роспись, а Палате родословных дел дано указание взять сведения у родов происходящих от Ратши о происхождении Чулковых (10 июня 1687), предоставлены выписки из старого родословца, выписка из родословия их однородцев Бутурлиных. Род был внесён в Бархатную книгу. Брат Игнатия Давыдовича имел имя Ксенофонт, а прозвище Селиван. У Ксенофонта (Селивана) было четыре сына — старший Игнатий в 1659 году погиб Конотопской битве, а остальные служили стряпчими
Правнук Никиты Ивановича Меньшого — Василий Петрович был бездетным когда в 1678 году погиб под Чигирином.
А. Б. Лобанову-Ростовскому в конце XIX века было не известно о том прервался этот род в конце XVII века или имел продолжение.
Род не был внесён в Общий гербовник дворянских родов Российской империи.

### Известные представители
- Чулков-Чобот Иван Васильевич (? — 1501) — окольничий в княжение Ивана III Васильевича.
- Чулков Иван Иванович — служил полковым воеводой, в 1565 году воевода в Великом Новгороде, затем воевода во Ржеве, в 1568 году — в Вязьме, казнен в 1568 году[22], окольничий.
- Чулков Фёдор Ксенофонтович — стряпчий (1692)[23]
- Чулков Афанасий Ксенофонтович — стольник в 1692[23] упомянут и как Чулков Афанасий Селиванович стряпчий в 1671—1676[23]
- Чулков Дмитрий Ксенофонтович — стряпчий (1682—1692)[23].
- Чулков Василий Петрович — московский дворянин 1676—1677[23]

## Второй дворянский род — потомки Семёна Фёдоровича Кобылы
Потомство от выехавшего из Литвы к великому князю Василию Дмитриевичу, а потом перешедшего на службу к великому князю Олегу Рязанскому Семёна Фёдоровича Ковылы-Кислого (иначе Кобылы-Вислого). Сын Семёна Фёдоровича — Семён Семёнович был боярином Василия II Васильевича Тёмного, а сын Семён Семёновича — служил Фёдору Ольговичу Рязанскому. Сын Якова — Иван Тутыха был боярином у Ивана Фёдоровича Рязанского). Внук Ивана Тутыхи — Григорий Ивашкович получил прозвище Чулок, а от него и его сыновья Даниил, Григорий и Иван фамилию Чулковы. Даниил Григорьевич, был письменным головой, участвовал в завоевании Астраханского ханства, основатель и первый воевода Тобольска (1590). Так как братья у Даниила Григорьевича умерли бездетными то все дальнейшие Чулковы (этого рода) были его потомками. Даниил Григорьевич имел двух сыновей Данилу и Фёдора Даниловичей. Фёдор был воеводой во Пскове и имел дочь Феодосию (жену Л. И. Долматова-Карпова). Данила Данилович был отцом Филиппа бывшего воеводой в Крапивне, Калуге, а также получившего московское дворянство. У Филиппа было два сына Мирон и Матвей от которых идут две ветви этого рода Чулковых. Внук Филиппа Даниловича Клементий Матвеевич Чулков († до 1725) при Петре I был стольником, а затем начальником тульского оружейного завода. Другой внук — Григорий Миронович как и отец и дед был московским дворянином. Этот род записан в VI часть родословных книг Калужской, Тульской и Тамбовской губерний (Герб. Часть VII. № 62). Являются однородцами Сунбуловых и Ивашкиных. При подаче документов для внесения этого рода в Бархатную книгу, была предоставлена родословная роспись Чулковых и две указные грамоты (1619 и 1620)

### Описание герба Герб рода. Часть VII. № 62
В красном поле посередине изображены две шестиугольные серебряные звезды, а между ними — перпендикулярно серебряная полоса с двумя голубыми перекладами, на них означены две золотые стрелы, летящие верхняя в правую сторону, а нижняя в левую сторону.
На щите дворянский коронованный шлем. Нашлемник: три страусовых пера. Намёт на щите красный, подложенный серебром.

### Известные представители
- Чулков, Даниил Григорьевич (умер после 1590), письменный голова, сибирский воевода, основатель и первый воевода Тобольска (1590)
- Чулков, Фёдор Данилович воевода Крапивны, участник Смутного времени
- Чулков Филипп Данилович[23] (умер в конце 1640-х) , Крапивне (1627), Калуге (1636—1637), тульский городовой дворянин (1627—1629), московский дворянин (1636—1640)
- Чулков Григорий Миронович[23] московский дворянин 1686—1696
- Чулков Клементий Матвеевич — стольник (1692), воевода в Коломне (1699)[2][23][28], комиссар Тульского оружейного завода.

## Третий дворянский род — потомки Ивана Васильевича Чулкова
Потомство жильца Ивана Васильевича Чулкова жалованного за «московское осадное сиденье» поместьями (1619), а позже (1627) званием московского дворянина. Сын Ивана — Прокофий был московским дворянином и помещиком во Владимирском и Суздальском уездах, другой сын — Яков имел вотчину в Коломенском уезде. Правнук Якова Ивановича — Илья Петрович (1797) был помещиком в Московской, Владимирской, Костромской, Нижегородской Орловской, Рязанской, Тульской и Тамбовской губерниях
Записан в VI часть родословной книги губерний Московской, Тамбовской и Тульской (Герб. Часть XII. № 55).

### Описание герба Герб рода. Часть XII. № 55
В красном поле в середине вертикально серебряная широкая полоса. В ней вертикально две красные шестиугольные звезды. По бокам основного щита в красном поле по серебряной стреле, остриями вверх. Щит увенчан дворянским коронованным шлемом. Нашлемник — накрест две серебряные стрелы остриями вверх. Намёт красный с серебром.

### Известные представители
- Чулков Иван Васильевич (умер 1653) — московский дворянин (1627—1640)[23].
- Чулков Прокофий Иванович (умер 1671) — московский дворянин (1658—1668)[23]
- Чулков Яков Иванович (умер 1696) московские дворяне (1672—1677)[23]

## Четвёртый дворянский род — потомки Ивана Чулкова
Потомство Ивана Чулкова. Сын Ивана — Василий (1709—1775) проявил себя на службе Елизавете Петровне. Стал сначала камергером, а затем генерал-аншефом, имел. Племянник Василия Ивановича — Василий Егорович Чулков стал коллежским асессором и предводителем дворянства Юрьевского уезда Владимирской губернии. Потомками Василия Егоровича были Чулковы (из этого рода) жившие в XIX веке.

### Известные представители
- Чулков, Василий Иванович (1709—1775) генерал-аншеф и камергер, кавалер ордена Святого Александра Невского

## Пятый дворянский род — потомки Петра Чулкова
Потомство Петра Чулкова (XVIII век). Его сын Леонтий Петрович (1776—1848) жил в Москве. И имел в XIX веке многочисленное потомство. Внук Леонтия Петровича — Николай Васильевич (1834-) стал генерал-майором.

### Известные представители
- Чулков Николай Васильевич (1834-) генерал-майор

## Известные представители иных дворянских родов
- Чулков Богдан — воевода в Заонежских погостах (1614).
- Чулков Иван Клементьевич — переслав-залесский городовой дворянин (1627—1629)[23]
- Чулков Пётр Андреевич — московский дворянин (1669)

## Комментарии
1. ↑  Энциклопедический словарь Брокгауза и Ефрона сообщал о нескольких родах Чулковых, А.Б Лобанов Ростовский приводя подробную генеалогию пяти дворянских родов за пределами этих росписей оставлял трёх дворян живших в XVIII веке. Также источники XVI-XVII веков упоминают дворян Чулковых не связанных родством с первым и вторым родами
2. ↑  На момент пресечения рода фамилия окончательно не устоялась и в разных источниках представителей рода могут именовать по разному: "Чулков", "Чюлков", "Ушатый" "Чулков-Ушатый", "Чулков Ушатый", "Ушатый Чулков"
3. ↑  Василий Тимофеевич Чулок был родным братом основателей рода Жулебиных Дмитрия Тимофеевича Жулебы и Андрея Тимофеевича Жулебы[15]
4. ↑  Энциклопедический словарь Брокгауза и Ефрона, А.Б. Лобанов-Ростовский вели родословную Чулковых от сына Тимофея - Андрея, но Н.Новиков и П.Долгоруков двум сыновьям Тимофея указывали фамилию Чулков
5. ↑  также в генеалогиях основателем рода Чулковых называют предка Гриигория - Семёна Фёдоровича Ковылу-Кислого (иначе Кобылу-Вислого), но он  был предком нескольких родов одним из которых были Чулковы